# Lamoral von Taxis

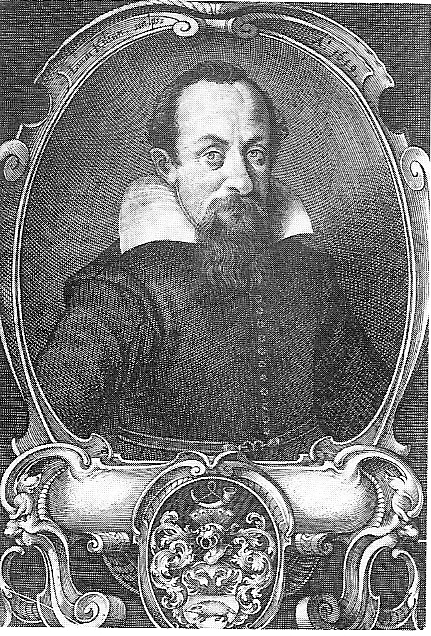
Lamoral von Taxis 1619

Lamoral von Taxis, frz. Lamoral de Tassis, (* 1557; † 7. Juli 1624 in Brüssel) war der Sohn des Brüsseler Generalpostmeisters Leonhard I. von Taxis. Er heiratete im Jahre 1579 Genoveva von Taxis, die Tochter des Augsburger Postmeisters Seraphin II. von Taxis, die 1628 starb. Kaiser Rudolf II. ernannte ihn zusammen mit seinem Vater im Jahre 1606 zum Kaiserlichen Kämmerer und am 16. Januar 1608 zum erblichen Reichsfreiherren. Am 27. Juli 1615 wurde er zum erblichen Generaloberstpostmeister ernannt und am 8. Juni 1624, einen Monat vor seinem Tod, mitsamt seinen Erben in den Reichsgrafenstand erhoben. In der Genealogie wird er auch Lamoral I. von Taxis genannt, um ihn von seinem Enkel Lamoral Claudius Franz von Thurn und Taxis zu unterscheiden.

## Werdegang
Im Juli 1574 erwirkte Leonhard I. von Taxis beim spanischen König Philipp II. ein Patent, in dem der Anspruch seines noch minderjährigen Sohnes Lamoral auf das Niederländische Postgeneralat bei Leonhards Tod oder Rücktritt bestätigt wurde. Infolge der Eskalation beim Aufstand der Niederlande mussten Leonhard und Lamoral von Taxis jedoch Ende Januar 1577 aus Brüssel fliehen. Beide begaben sich ins Feldlager des Don Juan de Austria in Luxemburg, wo Lamoral zunächst eine militärische Karriere begann. Nach einem einjährigen Aufenthalt am Königshof zu Madrid setzte er 1581 in den Niederlanden seine Offizierslaufbahn fort.

## Intrigen im Postdienst
Anfang 1584 trat Lamoral zur Unterstützung seines Vaters in den Postdienst ein, ohne aus dem Militärdienst auszuscheiden. Im März 1584 schickte ihn Leonhard zusammen mit dem Kölner Postmeister Jacob Henot in das Reich, um 3000 Kronen aus spanischen Mitteln an die Posthalter der Niederländischen Postroute auszuzahlen. Lamoral ließ Jacob Henot in Köln zurück, reiste mit dem Kölner Bürger Johann Baptista Bosco nach Augsburg, heiratete dort die minderjährige Tochter Genoveva des verstorbenen Seraphin II. von Taxis, forderte vom Kölner Rat die Ablösung Henots durch Johann Baptista Bosco und verlangte von der Augsburger Kommission und vom Kaiser das Generalpostmeisteramt im Reich an Stelle seines Vaters. Nicht zuletzt aus diesem Grund erwarb er den Beinamen „L’Amoral“ (der Amoralische).
Am 3. April 1585 wurde der Streit zwischen Henot und Lamoral von Taxis durch eine Kommission geschlichtet, die aus Valentin von Eisenberg, Dr. Andreas Gail und später Graf Hermann von Manderscheid-Blankenheim bestand. Am 14. Juli 1585 empfahlen die Augsburger Kommission und der Tiroler Erzherzog Ferdinand II. Lamoral für das Generalpostmeisteramt. Kaiser Rudolf II. war damit einverstanden, nicht aber der spanische König Philipp II. Daraufhin musste Lamoral seine ehrgeizigen Pläne zurückstecken. Henot blieb Kölner Postmeister, und Leonhard I. von Taxis wurde im Jahre 1595 Generalpostmeister im Reich.

## Gesellschaftlicher Aufstieg
Am 28. August 1603 bewilligte Kaiser Rudolf II. die Nachfolge Lamorals und seines Sohnes Leonhard II. von Taxis im Generalpostmeisteramt. Am 25. Oktober 1603 erwirkte Lamoral von Taxis am kaiserlichen Hof zu Prag die Verschreibung des Postamtes Köln und der Posten bis Wöllstein an Leonhard, Lamoral und Leonhard II., nachdem er auf den jährlichen Zuschuss von 500 Gulden durch das Reichspfennigamt in Augsburg verzichtet hatte.
Im Jahre 1606 wurde Lamoral zum kaiserlichen Kämmerer ernannt, und am 16. Januar 1608 erhob Kaiser Rudolf II. Leonhard und Lamoral von Taxis in den erblichen Reichsfreiherrenstand. Nach dem Tod des Hofpostmeisters Georg Pichl von Pichelsberg im Dezember 1610 ernannte Rudolf II. Lamoral im Mai 1611 zum kaiserlichen Hofpostmeister. Damit war er Leiter der kaiserlichen Territorialpost. Dieses Amt aber hatte Lamoral nie angestrebt. So sorgte er am 12. Oktober 1611 dafür, dass ihm noch zu Lebzeiten seines Vaters das Generalpostmeisteramt im Reich verliehen wurde. Kurz nach Kaiser Rudolfs Tod am 20. Januar 1612 starb auch Lamorals Vater Leonhard im Mai 1612.

## Wirken als Generalpostmeister
Der neue Kaiser Matthias bestätigte Lamoral am 28. September 1612 die Verschreibung aus dem Jahre 1603 über das Postamt in Köln und die Route bis Wöllstein. Ebenso erhielt er die Bestallungsurkunde über das Generalpostmeisteramt im Reich, den Niederlanden, Lothringen und Burgund. Am 19. November 1612 trat Lamoral von Taxis von seinem Hofpostmeisteramt zurück, um das Generalpostmeisteramt in Brüssel zu übernehmen.
Am 20. Juli 1615 verpflichtete sich Lamoral, eine Ordinaripost von Köln über Frankfurt und Nürnberg bis zur böhmischen Grenze zu legen. Ab dort bis Prag übernahm die Hofpost den Betrieb. Lamoral musste sich verpflichten, der österreichischen Territorialpost keine Konkurrenz zu machen. Als Gegenleistung wurde Lamoral am 27. Juli 1615 die Erblichkeit des Generalpostmeisteramtes garantiert. Bis Ende August 1615 hatte der Kölner Postmeister Coesfeld den neuen Postkurs eingerichtet.
Für die übrigen Erweiterungen des Postnetzes sorgte Lamorals Frankfurter Postmeister Johann von den Birghden, der bis Ende Juni 1616 einen Postkurs von Frankfurt über Fulda, Suhl und Erfurt nach Leipzig einrichtete. Bis Ende August 1616 organisierte von den Birghden den Postkurs von Hamburg über Rotenburg (Wümme), Minden, Unna und Schwelm nach Köln.

## Fehlschläge und eine Abmahnung
Auf Beschluss des Reichshofrates vom 13. März 1623 wurde Jacob Henot das Kölner Postamt wieder zugesprochen. Kaiser Ferdinand beauftragte Karl von Manderscheid und Johann von der Hövelich mit der Wiedereinsetzung Henots, die am 3. April 1623 erfolgte. Während Henot mit Lamoral von Taxis am 2. August und am 2. Oktober 1623 eine vertragliche Einigung erreichte, bekämpfte Lamorals Sohn Leonhard II. von Taxis weiter die Folgen des kaiserlichen Beschlusses.
Am 31. März 1623 verpachtete Lamoral das Frankfurter Postamt für 600 Reichstaler jährlich an Johann von den Birghden. Ein Grund war, dass sich Lamoral eine Geliebte zugelegt hatte und Geld benötigte. Auf Veranlassung seines Sohnes Leonhard erhielt Lamoral am 3. Juli 1623 eine kaiserliche Abmahnung. dass er die Postämter nicht versetzen oder als „Afterlehen“ vergeben dürfe, um nicht das Lehnsvermögen seines Sohnes zu schmälern. Angeblich hätte Lamoral bereits einige Postämter wie Augsburg, Venedig, Hamburg, Köln, Nürnberg, Frankfurt und Rheinhausen entweder verkauft, gegen hohe Pachtsummen vermietet oder mit Hypotheken belastet. Kaiser Ferdinand II. erklärte diese Kontrakte für ungültig. Lamoral dürfte mit diesem „fürnemmen“ Reichsregal nicht so „schimpfflich“ verfahren, insbesondere, weil er die Einnahmen für ein liederliches Frauenzimmer verschwendete. Lamoral konnte die Beschuldigungen durch eidesstattliche Erklärungen seiner örtlichen Postmeister entkräften, und der Kaiser zog seine Anschuldigungen zurück.

## Erhebung in den Reichsgrafenstand
Einen Monat vor seinem Tod wurde Lamoral am 8. Juni 1624 mitsamt seinen Erben in den Reichsgrafenstand erhoben. Nach Lamorals Tod am 7. Juli 1624 in Brüssel wurde er in der Kathedrale Notre Dame du Sablon beigesetzt. Am 17. August 1624 übertrug Kaiser Ferdinand II. das Reichspostlehen auf Lamorals Sohn Leonhard II. von Taxis.

## Kurioses
Der Beiname Lamorals von Taxis als „der Unmoralische“ war auch noch um 1690 in Erinnerung. So schrieb ein Brüsseler Archivar, der um 1689 das älteste Repertorium im Fürst Thurn und Taxis Zentralarchiv (FZA HFS 790) verfasst hatte, den Namen ständig als „L’Amoral de Tassis“.

## Nachkommen
An Nachkommen Lamorals von Taxis sind bekannt
- Leonhard (* 5. Juli 1594), der spätere Nachfolger
- Johann Franz, der jung verstarb
- eine Tochter Leonora (* 1587), Karmeliternonne in Brüssel